# Фридрихс, Александр Карлович
Александр Карлович Фридрихс (1803—1894) — русский военный и общественный деятель. Генерал от инфантерии (1869).

## Биография
Родился 1 января 1803 года. Образование получил в Благородном пансионе при Императорском Санкт-Петербургском университете. В службу вступил в 1820 году, в 1821 года  произведён в прапорщики. В 1823 году произведён в подпоручики, в 1824 году произведён в поручики, в 1829 году в штабс-капитаны, в 1832 году в капитаны.
В 1835 году произведён в полковники. С 1844 года командир Гренадерского Его Величества Короля Прусского полка. 
В 1845 году произведён в генерал-майоры. С 1846 года командир 1-й бригады 2-й гренадерской дивизии.
С 1854 года командовал запасными дивизиями в 3-м и 4-м армейских корпусах. В 1855 году произведён в генерал-лейтенанты с назначением начальником 15-й резервной пехотной дивизии. С 1856 года назначен начальником 12-й пехотной дивизии.
В 1869 году произведён в генералы от инфантерии с назначением Московским комендантом. С 1886 года назначен  членом Александровского комитета о раненых числящимся в Лейб-гвардии Финляндском полку.
Умер 19 сентября 1894 года в Санкт-Петербурге.

## Награды
Был награждён всеми орденами вплоть до ордена Святого Владимира 1-й степени и тремия иностранными орденами
Российские
- Орден Святой Анны 3-й степени с мечами и бантом  (1828)
- Золотая полусабля «За храбрость» (1831)[2]
- Польский знак отличия за военное достоинство 4-й степени (1831)[2]
- Орден Святого Владимира 4-й степени (1837)
- Орден Святого Станислава 2-й степени (1839; Императорская корона — 1841)
- Орден Святой Анны 2-й степени (1843; Императорская корона — 1845)
- Орден Святого Георгия 4-й степени за XXV лет в офицерских чинах (1844)
- Орден Святого Владимира 3-й степени (1849)[2]
- Орден Святого Станислава 1-й степени (1853)
- Орден Святой Анны 1-й степени (1857; Императорская корона — 1859)
- Орден Святого Владимира 2-й степени (1861)
- Орден Белого орла (1864)
- Орден Святого Александра Невского (1868; Бриллиантовые знаки — 1874)
- Орден Святого Владимира 1-й степени  (1888)

Иностранные
- Орден Святого Михаила большой крест (1870, королевство Бавария)
- Австрийский Императорский орден Леопольда большой крест (1874, Австрийская империя)
- Орден Князя Даниила I 1-й степени (1883, княжество Черногория)